# 에치오 아우디토레 다 피렌체

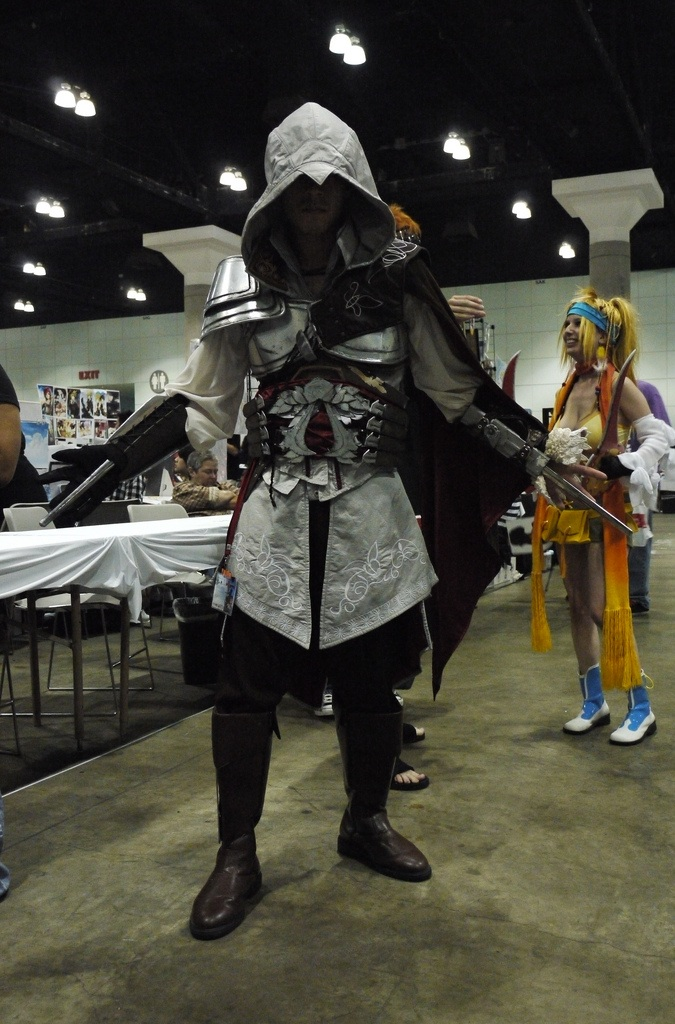

에지오 아우디토레 다 피렌체(이탈리아어: Ezio Auditore da Firenze, 1459년 6월 24일 ~ 1524년 11월 30일)는 어쌔신 크리드 시리즈들에 등장하는 가상의 인물이다. 그는 《어쌔신 크리드 II》, 《어쌔신 크리드: 브라더후드》, 《어쌔신 크리드: 레벨레이션》 그리고 휴대용 게임인 《어쌔신 크리드 II: 디스커버리》에서도 주인공역을 맡았다.
근심없는 어린 시절을 보내던 그는 성전 기사단들에 의해서 그의 가족들이 살해당한후, 복수를 시작한다. 암살자로서 훈련받은 에지오는 그의 가족의 살인에 책임이 있는 인물들을 제거하기 시작한다. 몇년이 흘러, 에지오는 자경단이 되기를 벗어나, 전세계에 퍼진 그들의 신념을 지키기 위해 암살자의 새로운 지도자가 된다. 여러 활약을 한 후 에지오는 마을광장에서 95세의 나이로 사망하게 된다.